# Bulls de Windy City
Les Bulls de Windy City (Windy City Bulls en anglais) sont une équipe américaine franchisée de la NBA Gatorade League, ligue américaine mineure de basket-ball créée et dirigée par la NBA au début de la saison 2016-2017. L'équipe, qui est affiliée avec celle des Bulls de Chicago, est domiciliée à Hoffman Estates près de Chicago (Illinois). Ils jouent leurs matches à domicile dans le Sears Centre. Les Bulls de Windy City sont la treizième équipe de G League à être détenue par une équipe NBA.

## Historique
En octobre 2015, les Bulls de Chicago créent une nouvelle franchise à Hoffman Estates pour jouer au Sears Centre,, Le 9 novembre 2015, le conseil municipal d'Hoffman Estates board approuve à l'unanimité cette proposition d'équipe en NBA Gatorade League.
Le nom de l'équipe a été trouvé à la suite d'un concours sur le site des Bulls de Chicago. Les fans ont soumis 3 600 suggestions, d'où ont été choisis trois finalistes : Great Lakes Bulls, Heartland Bulls et Windy City Bulls. Windy City est désigné vainqueur lors d'une conférence de presse le 24 février 2016.

### 2016 - 2017
C'est le 11 novembre 2016 que la franchise dispute son premier match. Devant un peu moins de 4 000 spectateurs, les Bulls commencent par une magnifique victoire 123 à 94 face aux Nets de long Island. Mais maintenir ce niveau est difficile à cause de la très grande instabilité de l’effectif. Sur la saison, pas moins de 27 joueurs sont utilisés. Parmi ceux qui restent plus de la moitié de l'exercice, Alfonzo McKinnie est le plus consistant et ne rate aucune rencontre, avec 14,9 points et 9,2 rebonds . Avec seulement 46 % de victoires, ils ne parviennent pas à se qualifier pour les playoffs.

### 2017 - 2018
Fin août 2017, Nate Loenser est rappelé par Chicago. A sa place, c'est un assistant de Fred Hoiberg qui descend en G-League pour devenir le nouvel entraîneur, Charlie Henry. Avant même le début des hostilités, il est écrit qu'il va devoir s'occuper du développement d'Antonio Blakeney, non retenu lors de la dernière draft NBA et pourtant annoncé comme un bon scoreur . Il semble y parvenir, car Blakeney explose avec 32,0 points et 6,7 rebonds par match, tout en faisant des progrès en défense. Cela touche d'ailleurs un peu tout l'effectif, qui lâche plus de 100 unités lors des 7 premières rencontres, avant de mettre en place la 6e défense de la ligue, n’autorisant que 44,8 % de réussite à ses adversaires. Les Bulls sont une équipe de séries, enchaînant ainsi 6 défaites, 4 victoires, 2 revers, 6 succès puis 4 matchs perdus. Cette irrégularité ne leur permet pas de se qualifier pour les playoffs. Parmi les points positifs à signaler, la belle performance d’Antonio Blakeney lui permet d’obtenir les récompenses de rookie de l’année, et de meilleur joueur,.

### 2018 - 2019
2018-2019 commence dans la continuité, car outre le coach et un assistant, quatre joueurs de la saison précédente sont de retour, ainsi que deux de l'exercice 2016-2017. Les Bulls ajoutent rapidement d'autres joueurs qui ont l'expérience du niveau NBA, avec JaKarr Sampson. De fait, entre mi-décembre et début 2019, ils parviennent à aligner 9 victoires de rang, grâce notamment à une bonne défense, ainsi qu'un spacing intéressant menant à une belle réussite à trois points. Début février, ils battent même leur record du plus gros écart sur un match, lors d’un succès 120 à 77 sur le Charge de Canton. Cela leur permet d'obtenir leur meilleur bilan jusqu'ici, synonyme de première qualification en playoffs. Ils y retrouvent les Knicks de Westchester, qui maîtrisent la confrontation de bout en bout, comptant jusqu’à 17 longueurs d’avance. Les Bulls sont donc éliminés dès le premier tour, 95 à 82.

### 2019 - 2020
Dès le 1er avril 2019, Windy City perd son entraîneur Charlie Henry, qui part rejoindre le staff de l'université du Nebraska. Il est remplacé début septembre par Damian Cotter, qui a déjà été assistant au sein de plusieurs franchises de la ligue. Si certains joueurs réalisent de belles performances, comme Simi Shittu ou Adam Mokoka, l’attaque de l’équipe est trop faible pour exister à ce niveau (28e au rating offensif). Seule la défense, (2e au rating défensif) leur permet de tenir, mais pas suffisamment pour éviter d’avoir un bilan négatif. L’épidémie de Covid-19 met un terme à leur saison alors qu’ils sont bien loin au classement, avec 39,5 % de victoires.

### Logos

Logo des Bulls de Windy City (2006-présent)

## Résultats sportifs

### Palmarès
| Palmarès des Bulls de Windy City                 |
| - NBA Gatorade League - 4 participations - Néant |

### Saison par saison
| Bulls de Windy City       |                           |                           |    |     |      |                                                 |  |
| 2016–2017                 | Central                   | 5e                        | 23 | 27  | .460 |                                                 |  |
| 2017–2018                 | Central                   | 3e                        | 24 | 26  | .480 |                                                 |  |
| 2018–2019                 | Central                   | 2e                        | 27 | 23  | .540 | Eliminé au premier tour (Knicks de Westchester) |  |
| 2019–2020                 | Central                   | 5e                        | 17 | 26  | .395 |                                                 |  |
| Bilan en saison régulière | Bilan en saison régulière | Bilan en saison régulière | 91 | 102 | .472 |                                                 |  |
| Bilan en Playoffs         | Bilan en Playoffs         | Bilan en Playoffs         | 0  | 1   | .000 |                                                 |  |

## Personnalités et joueurs du club

### Entraîneurs successifs
Le tableau suivant présente la liste des entraîneurs du club depuis 2016.
| # | Entraîneur         | Période   | Saison régulière | Saison régulière | Saison régulière | Saison régulière | Playoffs | Playoffs | Playoffs | Playoffs | Récompenses |
| # | Entraîneur         | Période   | M                | V                | D                | %                | M        | V        | D        | %        | Récompenses |
| - | ------------------ | --------- | ---------------- | ---------------- | ---------------- | ---------------- | -------- | -------- | -------- | -------- | ----------- |
| 1 | Nate Loenser (en)  | 2016–2017 | 50               | 23               | 27               | .460             | -        | -        | -        | -        |             |
| 2 | Charlie Henry (en) | 2017–2019 | 100              | 51               | 49               | .510             | 1        | 0        | 1        | .000     |             |
| 3 | Damian Cotter (en) | 2019–     | 43               | 17               | 26               | .395             | -        | -        | -        | -        |             |